# Victoria & Alfred Waterfront

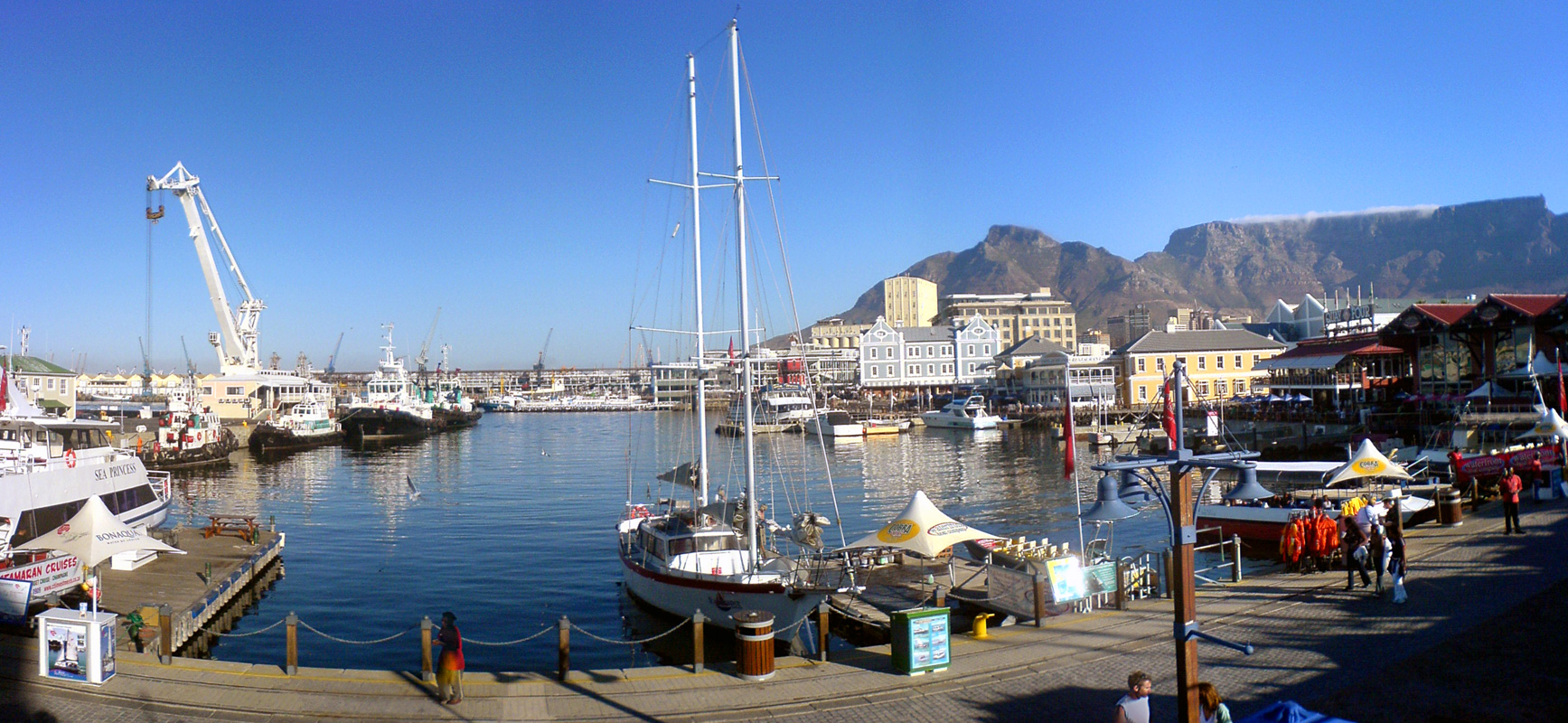
Vista attraverso il Victoria Basin

Il Victoria & Alfred Waterfront è il cuore storico del porto di Città del Capo in Sudafrica ed è uno dei posti più visitati della città e dell'intero paese.  Situato fra Robben Island e Table Mountain e con lo sfondo di mare e montagna, offre una varietà di opzioni di shopping e di svago frammiste a sedi di uffici, il Somerset Hospital e hotel come lo storico Breakwater Lodge, un tempo carcere.
Esso ospita il Nelson Mandela Gateway che offre gite in battello verso Robben Island, ma anche il Two Oceans Aquarium ed il museo Chavonnes Battery.

## Storia
Il Principe Alfredo, secondo figlio della regina Vittoria, iniziò la costruzione del porto nel 1860. Il primo bacino venne intitolato a lui ed il secondo a sua madre, da qui il nome attuale.
Il Victoria & Alfred Waterfront development è un progetto di rinnovamento che incorpora gran parte delle infrastrutture del porto storico. L'intero complesso è gestito ed è stato sviluppato da una società privata di proprietà di Transnet. Un consorzio internazionale ha appena acquisito lo sviluppo, ad un valore record in termini del Sudafrica, per un importo di 7,4 miliardi di Rand.
L'ex transatlantico Queen Elizabeth 2 doveva essere ormeggiato alla banchina come albergo galleggiante durante il Campionato mondiale di calcio 2010, ma dal momento che doveva essere venduto, la cosa non andò a buon fine.

## Galleria d'immagini

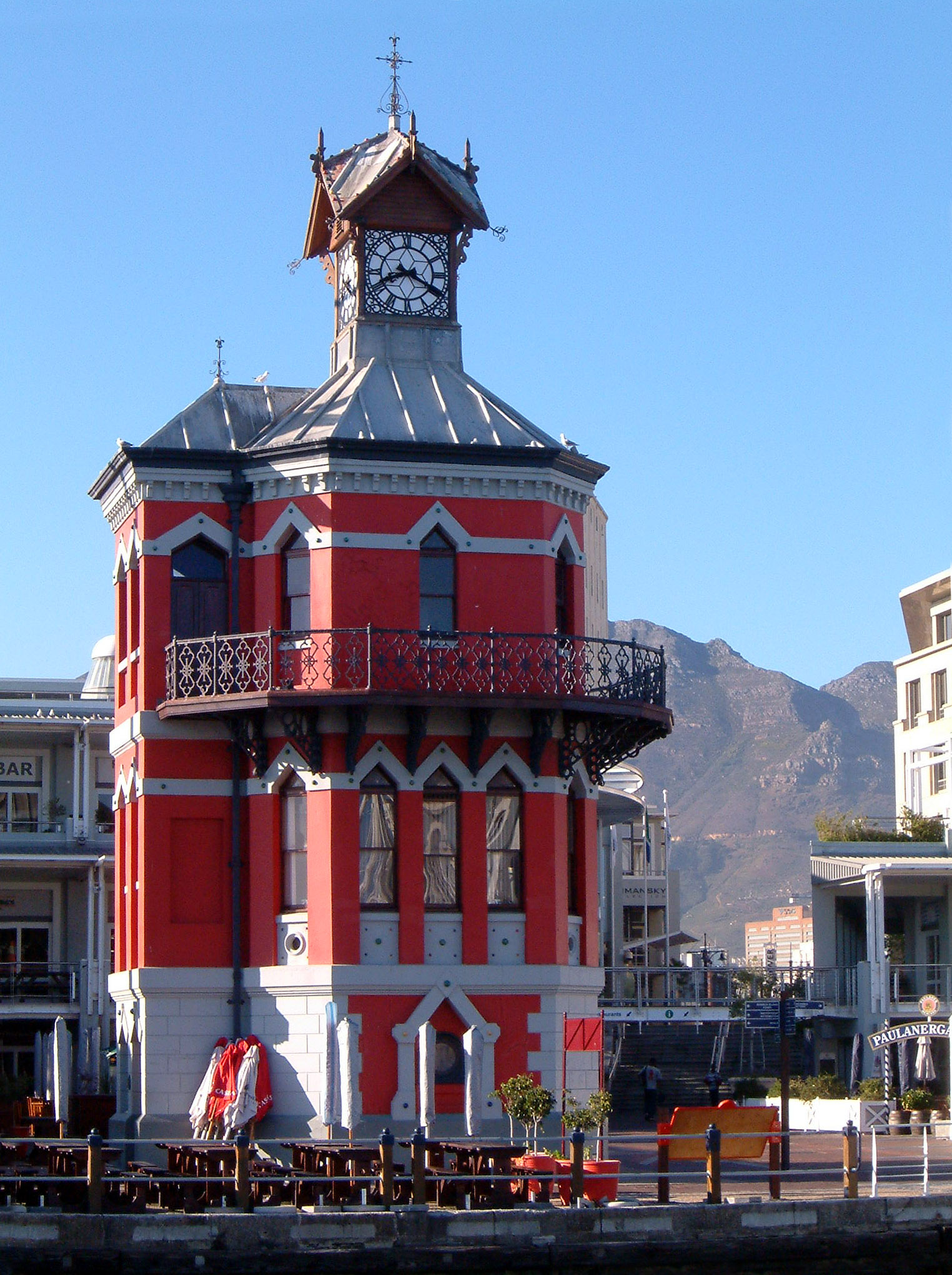
Clock Tower (costruita nel 1883) al Victoria & Alfred Waterfront
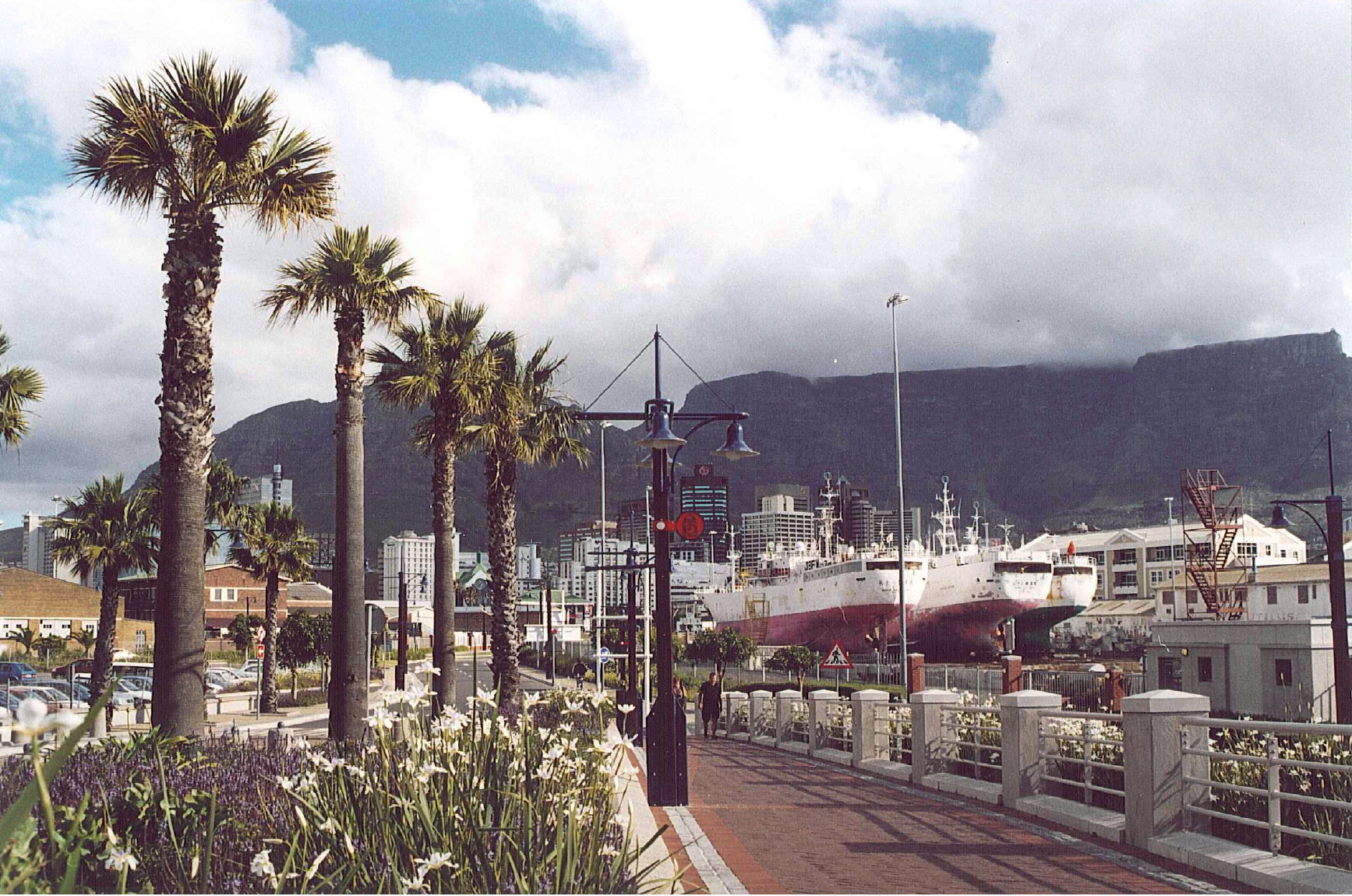
Table Mountain vista da Victoria & Alfred Waterfront
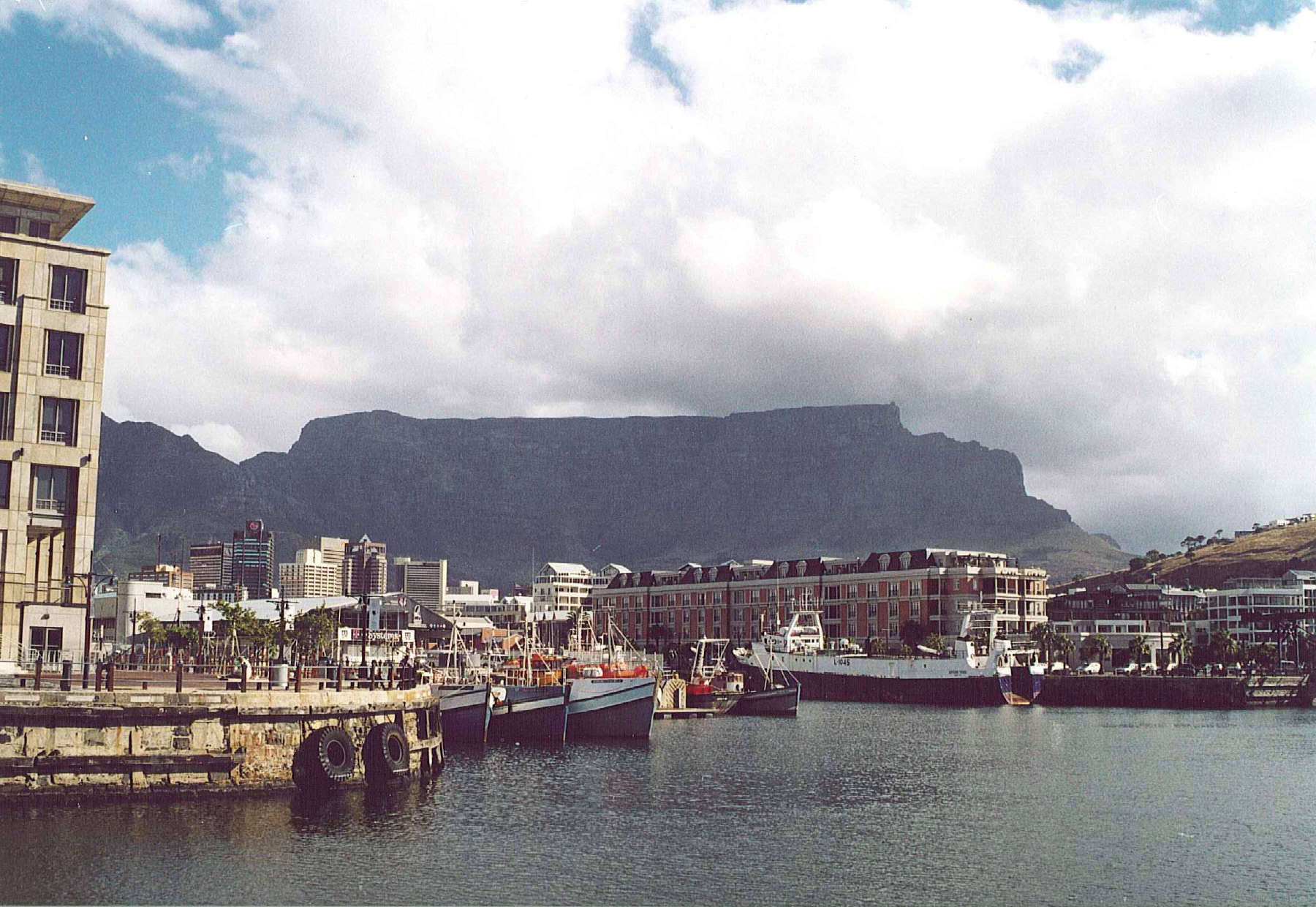
Imbarcazioni sul Waterfront
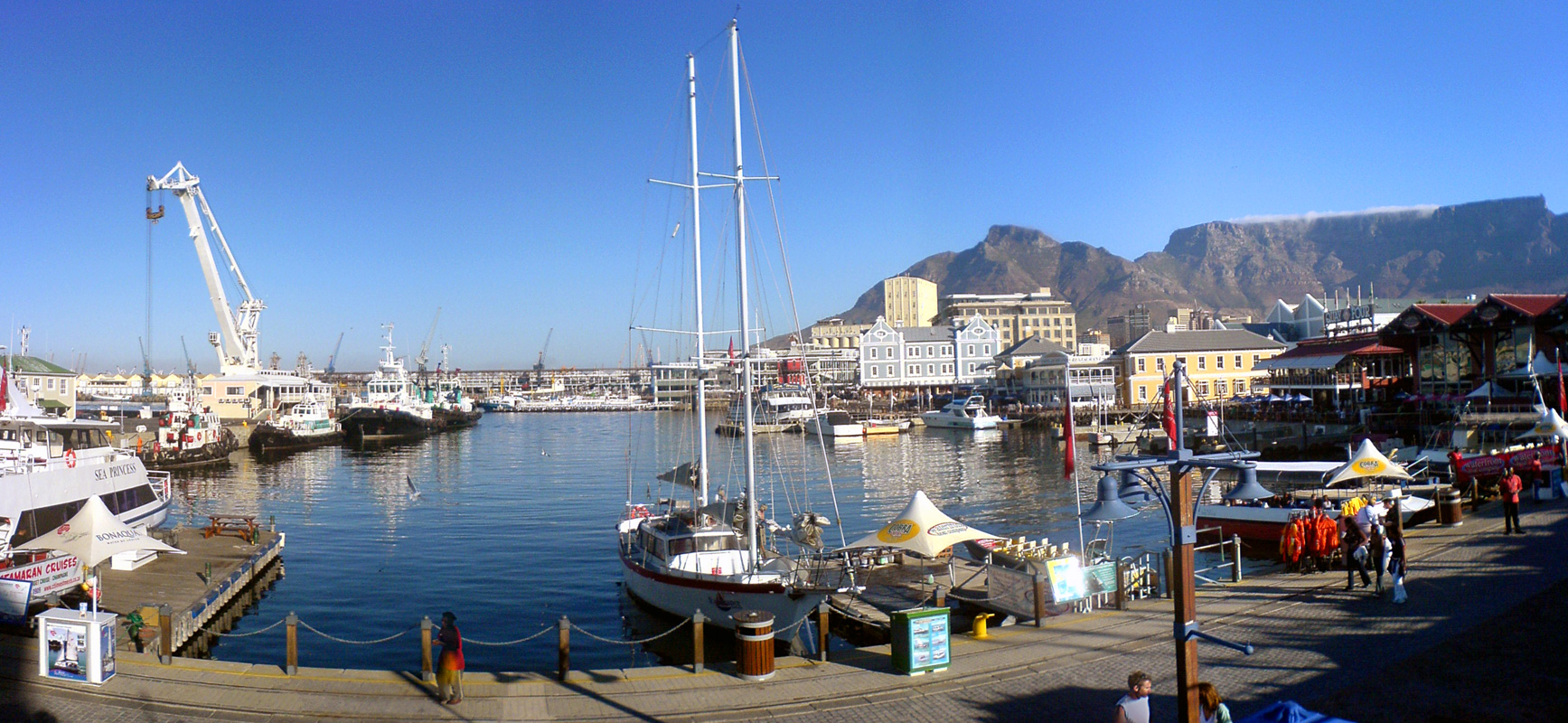
Vista attraverso il Victoria Basin
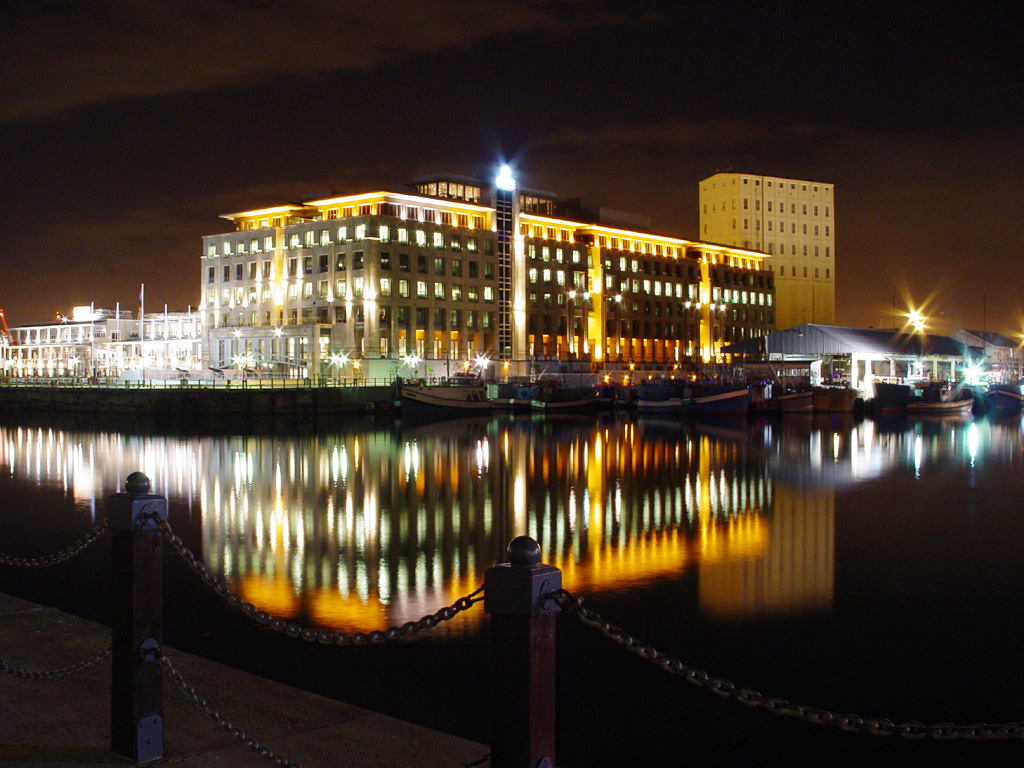
Nedbank/BOE di notte